# 司匠
司匠於官職名稱上，為中國古代文官官職，在清朝之位階為從九品。司匠一職通常配置於工部或轄下之製造庫。1910年代，清朝滅亡後，該官職廢除。